# Liste der Monuments historiques in Le Moustoir
Die Liste der Monuments historiques in Le Moustoir führt die Monuments historiques in der französischen Gemeinde Le Moustoir auf.

## Liste der Bauwerke
| Bezeichnung           | Beschreibung              | Standort                                      | Kennzeichnung | Schutzstatus | Datum | Bild           |
| --------------------- | ------------------------- | --------------------------------------------- | ------------- | ------------ | ----- | -------------- |
| Calvaire de Kerantré  | 16. Jahrhundert           | Route de Rostrenen (Lage)                     | PA00089346    | Inscrit      | 1927  | weitere Bilder |
| Tunnel von Kervoaguel | gallo-römisch             | auch auf dem Gebiet der Gemeinde Paule (Lage) | PA22000019    | Inscrit      | 2005  | weitere Bilder |
| Kirche St-Juvénal     | Erbaut im 16. Jahrhundert | (Lage)                                        | PA00089347    | Inscrit      | 1926  | weitere Bilder |

## Liste der Objekte

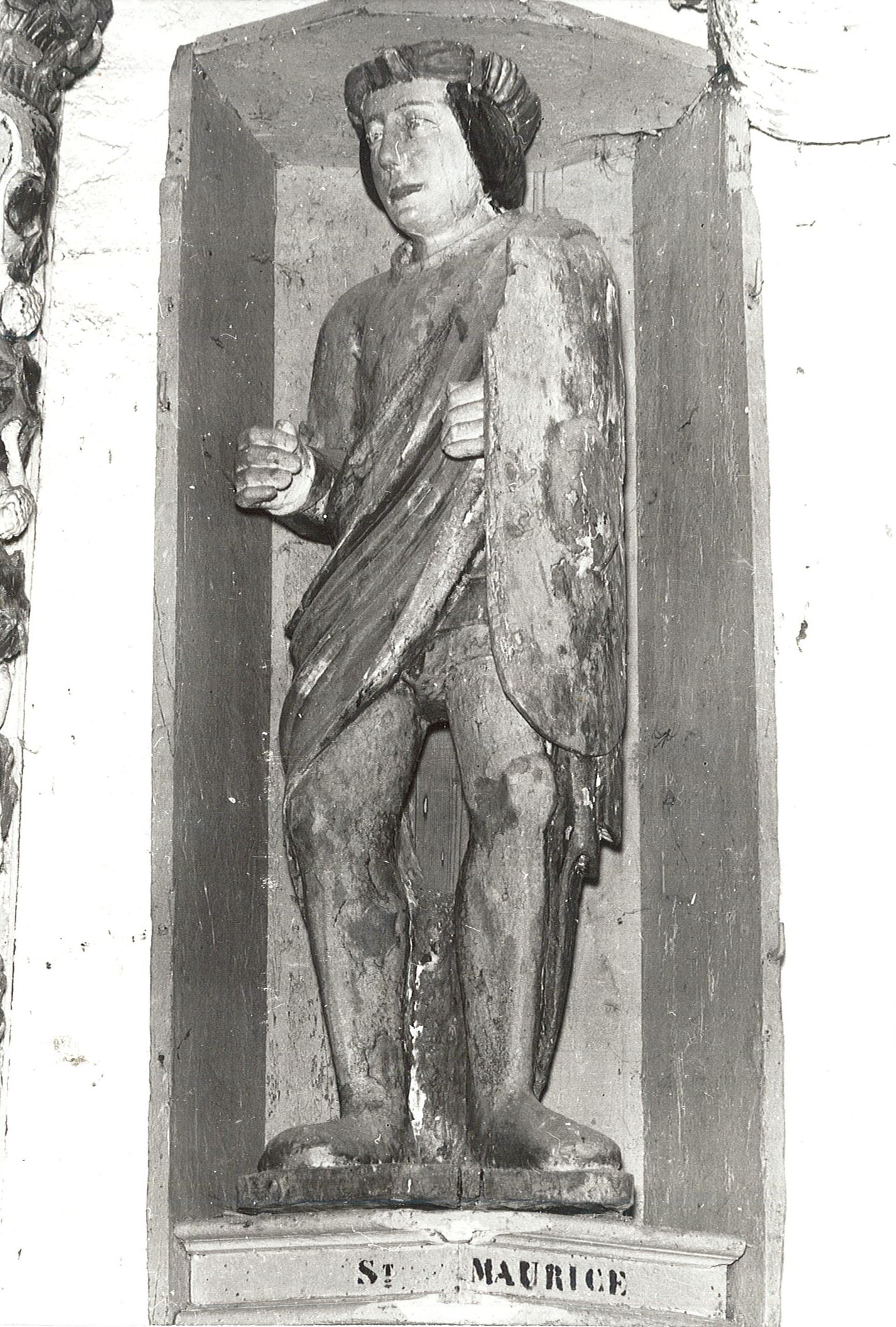
Skulptur des heiligen Maurice (16. Jahrhundert) in der Kapelle Ste-Barbe

- Monuments historiques (Objekte) in Le Moustoir in der Base Palissy des französischen Kultusministeriums